# Соколов, Александр Львович
Алекса́ндр Льво́вич Соколо́в (18 июля 1927, Одесса — 24 октября 1981, Свердловск) — советский театральный режиссёр и педагог. Народный артист РСФСР (1980).

## Биография
Родился 18 июля 1927 года в Одессе в семье служащих Льва Александровича и Елизаветы Борисовны Соколовых. Через несколько лет семья перебралась на Урал, где шло строительство Уралмашзавода. Отец был назначен администратором в драматический театр, вскоре стал заместителем директора. Мать занималась распространением билетов и организацией зрителей.
В 1942 году окончил школу и в 1942—1944 годах учился в Уральском индустриальном институте.
В 1944—1946 годах учился в студии Свердловского драматического театра. В 1947—1952 годах учился на режиссёрском отделении ГИТИСа (курс Н. М. Горчакова).
В 1953—1958 годах был режиссёром Тульского драматического театра. В 1958—1960 годах работал режиссёром в Львовском русском драмтеатре Прикарпатского военного округа.
С 1960 года был режиссёром Свердловского драмтеатра, а в 1967—1981 годах — главным режиссёром. Многие его спектакли были отмечены на всесоюзных и всероссийских конкурсах. Свердловский театр драмы того времени называли «Театром Соколова».
С 1961 года преподавал в Свердловском театральном училище.
Умер 24 октября 1981 года в Свердловске, похоронен на Широкореченском кладбище.

## Награды и премии
- Заслуженный деятель искусств РСФСР (21.11.1975).
- Народный артист РСФСР (21.10.1980).

## Работы в театре

### Тульский драмтеатр
- «Враги» М. Горького
- «Баня» В. Маяковского
- «Кремлёвские куранты» Н. Погодина
- «На дне» М. Горького
- «Женитьба Белугина» А. Островского и Н. Соловьёва

### Свердловский театр драмы
- 1960— «Власть тьмы» Л. Толстого
- 1961— «Зерно риса» А. Николаи
- 1961— «Четвёртый» К. Симонова
- 1962— «Друзья и годы» Л. Зорина
- 1963— «Пигмалион» Б. Шоу
- 1963— «Рассудите нас, люди» А. Андреева
- 1963— «Мятеж неизвестных» Г. Боровика
- 1964— «В день свадьбы» В. Розова
- 1965— «Бешеные деньги» А. Островского
- 1965— «Мой бедный Марат» А. Арбузова
- 1966— «Мещане» М. Горького
- 1966— «Заглянуть в колодец» Я. Волчека
- 1967— «Традиционный сбор» В. Розова
- 1967— «Баловень судьбы» Ю. Мячина
- 1968— «Варшавская мелодия» Л. Зорина
- 1968— «Аргонавты» Ю. Эдлиса
- 1969— «Человек и джентльмен» Э. де Филиппо
- 1969— «Вас вызывает Таймыр» К. Исаева
- 1970— «Кандидат партии» А. Крона
- 1970— «Большевики» М. Шатрова
- 1971— «У времени в плену» А. Штейна
- 1971— «А зори здесь тихие…» по Б. Васильеву
- 1972— «Валентин и Валентина» М. Рощина
- 1972— «Миндаугас» Ю. Марцинкявичюса (диплом I степени на фестивале театров в честь 50-летия образования СССР)
- 1973— «Проходной балл» Б. Рацера, В. Константинова
- 1973— «Ночной переполох» М. Соважона
- 1973— «Всего дороже» В. Попова и Е. Ленской
- 1974— «Своей дорогой» Р. Ибрагимбекова
- 1974— «Борис Годунов» А. Пушкина
- 1975— «Гамлет» У. Шекспира
- 1976— «Энергичные люди» В. Шукшина
- 1976— «Драма из-за лирики» Г. Полонского
- 1976— «День почти счастливый» Г. Бокарева
- 1977— «Варвары» М. Горького
- 1977— «Оптимистическая трагедия» В. Вишневского
- 1978— «Остановите Малахова!» В. Аграновского
- 1978— «Малахитовая шкатулка» Э. Вериго
- 1978— «Плоды просвещения» Л. Толстого
- 1979— «Гнездо глухаря» В. Розова
- 1979— «Человеческий голос» Ж. Кокто
- 1979— «Нора» Г. Ибсена (совместно с В. Битюцким)
- 1979— «Революционный этюд» М. Шатрова
- 1980— «Ненависть» по пьесе А. Шайкевича
- 1980— «Берег» по роману Ю. Бондарева
- 1980— «Трибунал» А. Макаенка
- 1981— «Конец недели» Г. Бокарева
- 1981— «Долгожданный» А. Салынского